# Anton Herwarth von Bittenfeld
Anton Hans Herwarth von Bittenfeld (* 30. Mai 1841 in Potsdam; † 26. August 1923) war ein preußischer General der Infanterie

## Leben

### Herkunft
Anton war ein Sohn des preußischen Generalfeldmarschalls Eberhard Herwarth von Bittenfeld (1796–1884) und dessen zweiter Ehefrau Sophie, geborene von Scholten (1802–1868).

### Militärkarriere
Aus dem Kadettenkorps kommend wurde Herwarth am 6. März 1860 als Sekondeleutnant dem 2. Garde-Regiment zu Fuß der Preußischen Armee überwiesen. Als Adjutant des Füsilier-Bataillons nahm er 1866 während des Krieges gegen Österreich an den Kämpfen bei Soor, Königinhof sowie Königgrätz teil und wurde mit dem Roten Adlerorden IV. Klasse mit Schwertern ausgezeichnet. Nach dem Krieg stieg er Ende Oktober 1866 zum Premierleutnant auf und war ab Mitte August 1867 für ein Jahr zum Rheinischen Feldartillerie-Regiment Nr. 8 kommandiert. Daran schloss sich ab Mitte Dezember 1868 eine Kommandierung nach Münster als Adjutant der 25. Infanterie-Brigade an. Nach dem Beginn des Krieges gegen Frankreich wurde Herwarth am 14. August 1870 in der Schlacht bei Colombey durch Schüsse in beide Beine schwer verwundet.
Ausgezeichnet mit dem Eisernen Kreuz II. Klasse avancierte er am 26. Februar 1871 zum Hauptmann und Kompaniechef. Unter Stellung à la suite seines Regiments wurde Herwarth am 9. November 1871 zunächst als Adjutant zum Gouvernement Berlin und ein Jahr später zur Vertretung des beurlaubten Direktionsmitglieds der Kriegsakademie kommandiert. Anfang Februar 1875 als Kompaniechef in das 1. Badische Leib-Grenadier-Regiment Nr. 109 nach Karlsruhe versetzt, wurde Herwarth im Februar 1880 Major, trat Mitte April 1882 zum Regimentsstab über und war ab Mai 1883 für vier Jahre Kommandeur des II. Bataillons. Als Oberstleutnant und etatsmäßiger Stabsoffizier erfolgte anschließend seine Versetzung in das 3. Garde-Regiment zu Fuß. Unter Beförderung zum Oberst wurde Herwarth am 27. Januar 1890 Kommandeur des Königin Elisabeth Garde-Grenadier-Regiments Nr. 3. Nachdem man ihn am 25. März 1893 von diesem Kommando entbunden hatte, wurde er als Generalmajor zunächst zu den Offizieren von der Armee versetzt und am 18. April 1893 zum Kommandeur der 3. Garde-Infanterie-Brigade ernannt. Zugleich war er vom 24. Oktober bis 23. November 1893 mit der Wahrnehmung der Geschäfte der Inspektion der Jäger und Schützen beauftragt. Mit der Beförderung zum Generalleutnant wurde Herwarth am 17. Dezember 1896 als Kommandeur der 12. Division nach Neiße versetzt und war anschließend vom 20. Mai 1897 bis zum 8. Juni 1900 in gleicher Eigenschaft bei der 17. Division in Schwerin tätig. Dann folgte seine Ernennung zum Kommandierenden General des XV. Armee-Korps in Straßburg sowie am 12. Mai 1901 die Beförderung zum General der Infanterie. In dieser Stellung wurde ihm im Januar 1903 anlässlich des Ordensfestes das Großkreuz des Roten Adlerordens mit Eichenlaub und Schwertern am Ringe verliehen. Unter Stellung à la suite des Königin Elisabeth Garde-Grenadier-Regiments Nr. 3 wurde Herwarth in Genehmigung seines Abschiedsgesuches am 1. April 1903 mit der gesetzlichen Pension zur Disposition gestellt.
Er war Rechtsritter des Johanniterordens und lebte nach seiner Verabschiedung in Wiesbaden.

### Familie
Herwarth verheiratete sich am 20. Januar 1874 in Berlin mit Alice von Roy (* 1852), eine Tochter des Abgeordneten Richard von Roy (1816–1889) und dessen Ehefrau Josephine (1828–1897). Aus der Ehe gingen die beiden Söhne Eberhard (* 1875) und Fritz (* 1876) hervor.